# Lower Manhattan
Il Lower Manhattan (lett. "Basso Manhattan"), conosciuto anche come Downtown Manhattan o Downtown New York, è un quartiere di Manhattan situato nella punta meridionale dell'omonima isola nonché il suo cuore finanziario e culturale. È famoso per essere il centro finanziario maggiore della città di New York; infatti, nel quartiere si trova Wall Street, con la New York Stock Exchange, la più grande borsa valori del mondo. 
È definita Downtown Manhattan l'area a sud della 14ª strada, tra l'Hudson River e l'East River. Il distretto Finanziario di Lower Manhattan, conosciuto come Financial District (FiDi), rappresenta l'area sotto a Chambers Street.
In questa zona sorge anche il One World Trade Center. 

## Storia
I primi a colonizzare New York furono gli olandesi verso gli inizi del Cinquecento, ma allora la città non era ancora stata suddivisa in quartieri; con l'arrivo degli inglesi l'assetto della città cominciò a cambiare e la parte a sud dell'isola venne chiamata appunto Lower Manhattan. Fu proprio qui che i primi abitanti di New York mossero i primi passi e fu anche qui che si svilupparono le prime forme di commercio, quando l'olandese Peter Minuit fece uno dei più famosi investimenti terrieri della storia, acquistando l'isola di Man-a-hatt-ta (così allora veniva chiamata dagli olandesi) dagli indiani Algochini per doni (perline e bigiotteria) del valore di 24 dollari odierni.

## Le prime costruzioni e grattacieli

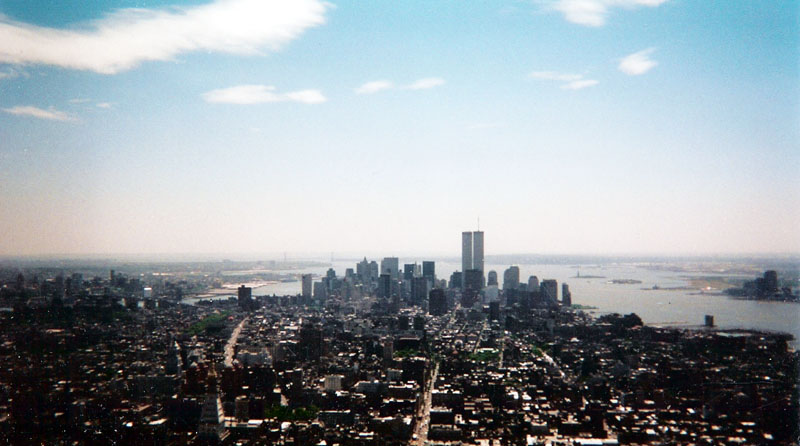
Lo skyline del Lower Manhattan prima dell'11 settembre, nel maggio 2001, visto dall'Empire State Building. A quel tempo, il panorama era dominato dalle Torri Gemelle.

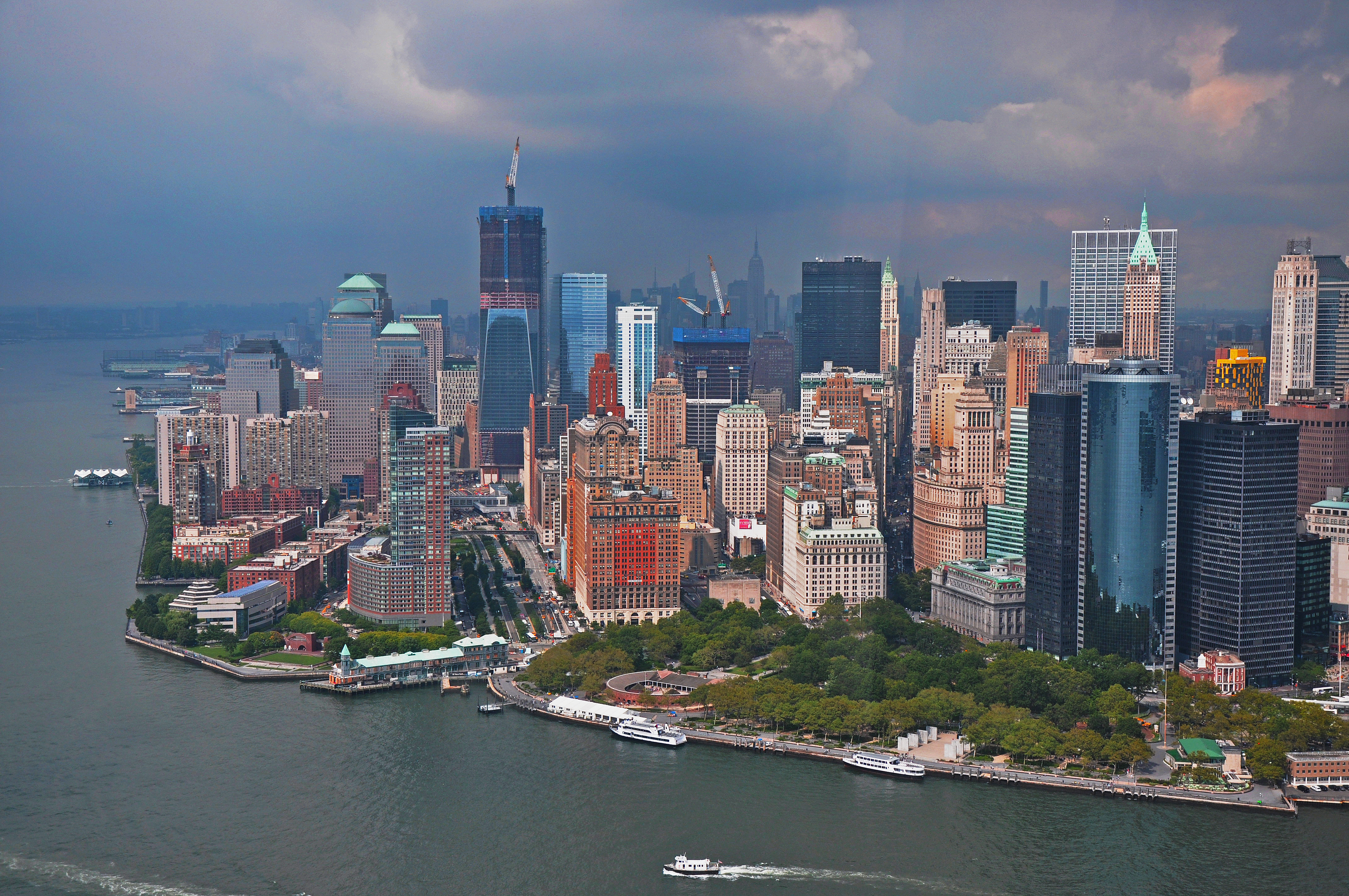
Skyline visto da un elicottero, nell'agosto del 2011: si nota il One World Trade Center ancora in costruzione

Lower Manhattan è considerato il quartiere nel quale le chiese coloniali e gli antichi monumenti si ergono all'ombra dei grattacieli, dove gli edifici ospitano il cuore finanziario della città (vedi la borsa di Wall Street). In questo quartiere vi si trova inoltre il Federal Hall National Monument, famosissimo perché fu il luogo nel quale George Washington giurò per diventare il primo presidente della storia degli Stati Uniti. Ma Lower Manhattan conobbe il suo definitivo splendore nel 1973, anno in cui venne inaugurato il World Trade Center, con le sue due torri gemelle che svettavano su tutta l'isola e gli altri cinque edifici minori che contribuirono al rafforzamento economico della città e dell'intera nazione in generale, divenendo il cuore pulsante di tutte le attività economiche e finanziarie del paese. Senza dimenticare il World Financial Center, che con i suoi quattro grattacieli a forme geometriche, completò l'idilliaco panorama della Lower. Dopo l'attacco terroristico dell'11 settembre 2001 che, come già detto in precedenza, distrusse il World Trade Center, sembrò in un primo momento che il quartiere avesse perso tutto il suo lustro precedente, perché l'attentato aveva anche determinato parecchie difficoltà alla borsa, tanto da far tornare alla mente gli incubi del crack del 1929, ma in seguito le attività si sono progressivamente normalizzate. Lower Manhattan è diventato ora anche un luogo di memoria, perché subito dopo la rimozione delle macerie del World Trade Center, venne costruita un'area chiamata Ground Zero, diventato luogo di preghiera in memoria delle vittime e divenuto anche teatro della visita nel 2008 di papa Benedetto XVI. Tra gli altri monumenti da ricordare, vi sono la Trinity Church, la più famosa cattedrale della città dopo quella di St. Patrick e Battery Park, il parco più grande dopo Central Park.